# Martina Vuk
Martina Vuk, slovenska političarka in sindikalistka, * 22. april 1979
Bila je svetnica Socialnih demokratov v mestnem svetu občine Ljubljana (mandat 2018–2022) in predsednica Ženskega foruma Socialnih demokratov (mandat 2016–2020) 
Bila je državna sekretarka na Ministrstvu za izobraževanje, znanost in šport Republike Slovenije v 13. vladi Republike Slovenije. Pred tem je delala na Ministrstvu za šolstvo in šport (sektor za izobraževanje odraslih) in na Ministrstvu za javno upravo. Bila je članica Komisije za razlago Kolektivne pogodbe za javni sektor in podpredsednica Mladinskega sveta Slovenije. 

## Delovanje v stranki Socialnih demokratov
Na koncu srednje šole je postala članica Mladega foruma Socialnih demokratov. Bila je četrtna svetnica četrtne skupnosti Črnuče (mandata 2001, 2002–2006). Med letoma 2010 in 2014 je bila strokovna sodelavka Socialnih demokratov v Državnem zboru RS. 

## Sindikalizem in skupščina Zavoda za zdravstveno zavarovanje Slovenije
Na Konfederaciji Sindikatov Javnega sektorja Slovenije dela kot pravna strokovnjakinja. Je predstavnica zavarovancev v skupščini Zavoda za zdravstveno zavarovanje Slovenije.

## Zasebno
S partnerjem in otrokoma živi v Ljubljani.